# Madhuca pallida
Madhuca pallida är en tvåhjärtbladig växtart som först beskrevs av William Burck, och fick sitt nu gällande namn av Charles Baehni. Madhuca pallida ingår i släktet Madhuca och familjen Sapotaceae. Inga underarter finns listade i Catalogue of Life.